# Ali Ghorbani
Ali Ghorbani (en persa: علی قربانی‎; Savadkouh, 18 de septiembre de 1990) es un futbolista iraní, nacionalizado azerí, que juega en la demarcación de centrocampista para el Gol Gohar Sirjan FC de la Iran Pro League.

## Selección nacional
Hizo su debut con la selección de fútbol de Azerbaiyán el 10 de octubre de 2020 en un partido de la Liga de las Naciones de la UEFA 2020-21 contra Montenegro que finalizó con un resultado de 2-0 a favor del combinado montenegrino tras los goles de Stevan Jovetić e Igor Ivanović.

## Clubes
| Club                  | País       | Año       | Partidos | Goles |
| --------------------- | ---------- | --------- | -------- | ----- |
| FC Nassaji Mazandaran | Irán       | 2010-2011 | 18       | 3     |
| Gahar Zagros FC       | Irán       | 2011-2012 | 23       | 7     |
| Shahr Khodro FC       | Irán       | 2012-2013 | 17       | 3     |
| Naft Tehran FC        | Irán       | 2013-2016 | 66       | 18    |
| Esteghlal FC          | Irán       | 2016-2018 | 75       | 16    |
| FC Spartak Trnava     | Eslovaquia | 2018-2019 | 17       | 4     |
| Sepahan SC            | Irán       | 2019-2020 | 42       | 5     |
| Sumgayit FK           | Azerbaiyán | 2020-2022 | 48       | 15    |
| Foolad FC             | Irán       | 2022-2023 | 11       | 1     |
| Paykan FC             | Irán       | 2024      | 16       | 4     |
| Gol Gohar Sirjan FC   | Irán       | 2024-     | 10       | 1     |

## Palmarés

### Campeonatos nacionales
| Título             | Club              | País       | Año  |
| ------------------ | ----------------- | ---------- | ---- |
| Copa Hazfi         | Esteghlal FC      | Irán       | 2018 |
| Copa de Eslovaquia | FC Spartak Trnava | Eslovaquia | 2019 |